# 5100 Pasachoff
5100 Pasachoff è un asteroide della fascia principale. Scoperto nel 1985, presenta un'orbita caratterizzata da un semiasse maggiore pari a 2,4710273 UA e da un'eccentricità di 0,1331432, inclinata di 7,72907° rispetto all'eclittica.